# Shogo Tsukada
Shogo Tsukada (født 2. maj 1993) er en japansk fodboldspiller.
Han har spillet for flere forskellige klubber i sin karriere, herunder Kagoshima United FC.